# Uki Goñi
Uki Goñi (Washington D.C., 17 octobre 1953) est un journaliste argentin. Ayant passé la majeure partie de sa jeunesse aux États-Unis et en Irlande, et quoique basé actuellement à Buenos Aires, il contribue principalement dans plusieurs grands organes de presse anglo-saxons (New York Times, Guardian, magazine Time). En tant que journaliste d’investigation, il a publié, en anglais et en espagnol, des ouvrages traitant des rapports entre l’Argentine et l’Allemagne nazie, ou évoquant certains aspects de la dictature militaire argentine. En particulier, son livre The Real Odessa, qui prend pour sujet la fuite de criminels de guerre nazis d’Europe vers l’Amérique latine, connut un grand retentissement pour avoir porté au jour le rôle du Vatican, des autorités suisses et du gouvernement argentin dans la mise sur pied de réseaux d’exfiltration à l’usage de criminels fugitifs et d’anciens collaborateurs.

## Biographie et carrière dans le journalisme
Uki Goñi est né à Washington, D.C., aux États-Unis, où son père travaillait comme diplomate argentin. Il grandit ensuite aux États-Unis, en Argentine, au Mexique et en Irlande. En 1975, à l’âge de 21 ans, il interrompit ses études au Trinity College de Dublin pour aller s’installer à Buenos Aires, la ville natale de ses parents. Il y entama une carrière de journaliste au journal anglophone Buenos Aires Herald (comme pigiste d’abord, puis de plein exercice à partir de 1977), pour le compte duquel il enquêta sur les disparitions forcées commises par la dictature militaire qui dirigea l’Argentine de 1976 à 1983. Il fut appelé à figurer comme témoin dans deux procès intentés contre d’anciens officiers ayant activement participé à la dictature.
Uki Goñi travailla pour le Buenos Aires Herald jusqu’en 1983, année où il quitta le journal pour se vouer à la musique pendant sept ans. Il réintégra l’équipe du Herald en 1990, pour s’en aller à nouveau en 1994, jugeant que le journal était devenu « corrompu ».

### The Real Odessa
En 2002, Uki Goñi publia un ouvrage intitulé The Real Odessa: Smuggling the Nazis to Perón's Argentina (littér. la Vraie Odessa : exfiltration de nazis vers l’Argentine de Perón), originairement paru à Londres chez Granta Books, puis traduit en plusieurs langues (dont le français). S’appuyant sur des archives officielles tant argentines que suisses, américaines, britanniques et belges, ainsi que sur de nombreux entretiens et d’autres sources, le livre prend pour sujet les filières d’exfiltration de criminels nazis, en particulier celles ayant pour destination l’Argentine sous le premier péronisme. Le livre eut un fort retentissement dans les pays par lesquels les nazis et leurs collaborateurs avaient transité lors de leur fuite, plus particulièrement l’Italie, les Pays-Bas et l’Argentine. À la suite de la parution en Italie de la traduction italienne de l’ouvrage, un groupe de parlementaires à Rome demanda que le Premier ministre Silvio Berlusconi ouvrît une enquête sur le passage de fugitifs nazis par le pays.
À Milan, le criminel SS Erich Priebke, condamné à la réclusion à vie pour sa participation au massacre des Fosses ardéatines en 1944, tenta par une action en justice de faire interdire la traduction italienne du livre de Goñi, exigeant en outre 50 000 euros de dommages et intérêts, mais fut débouté pour ces deux requêtes, alors qu’il avait auparavant remporté une série de procès contre des médias ayant publié à son sujet.
Aux Pays-Bas, la compagnie aérienne KLM, pressée notamment par la radio publique de ce pays, entreprit une enquête interne à la suite des révélations contenues dans le livre à propos de l’utilisation d’avions de la KLM par des officiers nazis après la guerre. La compagnie aérienne déclara ensuite n’avoir trouvé dans ses archives aucun document allant dans le sens des affirmations de Goñi,.
En Argentine, le président Néstor Kirchner ordonna l’abrogation d’une directive secrète datant de 1938 qui faisait interdiction aux diplomates argentins d’accorder des visas à des juifs fuyant l’Holocauste en Europe, et reconnut par là pour la première fois officiellement le caractère antisémite de la politique d’immigration de l’État argentin pendant et après la Deuxième Guerre mondiale. L’ouvrage de Goñi eut d’autre part pour effet que des dossiers se rapportant à l’entrée en Argentine de criminels de guerre croates et autres, jusque-là tenus secrets, furent rendus publics.

### Autres publications
Goñi contribue occasionnellement au New York Times, à The Guardian, à l’hebdomadaire TIME, ainsi qu’à diverses autres publications périodiques du monde anglophone ou en Argentine même.
Son premier livre, El infiltrado, la verdadera historia de Alfredo Astiz, paru en 1996, traitait du rôle joué par Alfredo Astiz, ancien officier de la ESMA (École de mécanique de la Marine), dans l’enlèvement, la séquestration et la mort des premières Mères de la place de Mai en 1977, et fut longuement cité dans le réquisitoire de l’avocat général lors du procès de l’ESMA, lequel procès s’acheva le 26 octobre 2011 sur un verdict de réclusion à perpétuité pour Astiz et pour 11 autres anciens officiers de ladite école militaire.
Il est également l’auteur de Perón y los alemanes (1998), ouvrage qui évoque les liens entre Berlin et Buenos Aires pendant la Seconde Guerre mondiale.

## Activité musicale
Uki Goñi s’adonne aussi à la création musicale. Il forma son premier groupe, nommé Space Age Serenity, pendant ses années de jeunesse à Dublin. En Argentine, il a joué et enregistré aux côtés d’artistes de premier plan tels que le musicien de folk Peteco Carabajal, le groupe de rock Mancha de Rolando, le guitariste de blues Claudio Gabis, le chanteur pop Adrián Dárgelos, et au sein de Los Helicópteros, son propre groupe de longue date.

## Publications

### The Real Odessa
- La Véritable Opération Odessa, Paris, Éditions Delga, coll. « Amériques », 2021, 475 p. (ISBN 978-2-37607-221-8, lire en ligne).
- (en) The Real Odessa, Londres & New York, Granta Books, 2002 (éd. rév. 2003), 410 p. (ISBN 978-1862075528) (édition originale).
- (es) La auténtica Odessa, Barcelone & Buenos Aires, Paidós, 2002 (rééd. 2008, chez le même éditeur).
- (it) Operazione Odessa, Milan, Garzanti Libri, 2003.
- (pt) A verdadeira Odessa, Rio de Janeiro, Editorial Record, 2004.
- (de) Odessa: Die wahre Geschichte. Fluchthilfe für NS-Kriegsverbrecher, Hambourg & Berlin, Assoziation-A, 2006.
- (sl) Resnicna Odessa, Mengeš (Slovénie), Ciceron, 2006.
- (pl) Prawdziwa Odessa. Jak Peron sprowadził hitlerowskich zbrodniarzy do Argentyny, Poznań, Wydawnictwo Replika, 2016.

### Autres
- (es) El Infiltrado. La verdadera historia de Alfredo Astiz, Buenos Aires, Editorial Sudamericana, 1996
- (es) Perón y los Alemanes, Buenos Aires, Editorial Sudamericana, 1998